# 佐野都市圏
佐野都市圏（さのとしけん）は、栃木県佐野市を中心とする都市圏である。

## 定義
一般的な都市圏の定義については都市圏を参照。

### 「10% 都市圏」（通勤圏）
- 佐野市を中心市とする都市雇用圏（10% 通勤圏）の人口は12万1249人（2010年国勢調査基準）。
- 中心 DID（人口集中地区）人口は4万5678人（2010年）。

都市雇用圏（10%通勤圏）の変遷
| 自治体 ('80) | 1980年                 | 1990年                 | 1995年                 | 2000年                 | 2005年                 | 2010年                 | 自治体 ('10) |
| ------------ | ---------------------- | ---------------------- | ---------------------- | ---------------------- | ---------------------- | ---------------------- | ------------ |
| 佐野市       | 佐野 都市圏 14万2411人 | 佐野 都市圏 14万7663人 | 佐野 都市圏 14万7842人 | 佐野 都市圏 14万5194人 | 佐野 都市圏 16万0993人 | 佐野 都市圏 12万1249人 | 佐野市       |
| 田沼町       | 佐野 都市圏 14万2411人 | 佐野 都市圏 14万7663人 | 佐野 都市圏 14万7842人 | 佐野 都市圏 14万5194人 | 佐野 都市圏 16万0993人 | 佐野 都市圏 12万1249人 | 佐野市       |
| 葛生町       | 佐野 都市圏 14万2411人 | 佐野 都市圏 14万7663人 | 佐野 都市圏 14万7842人 | 佐野 都市圏 14万5194人 | 佐野 都市圏 16万0993人 | 佐野 都市圏 12万1249人 | 佐野市       |
| 岩舟町       | 佐野 都市圏 14万2411人 | 佐野 都市圏 14万7663人 | 佐野 都市圏 14万7842人 | 佐野 都市圏 14万5194人 | 佐野 都市圏 16万0993人 | 栃木 都市圏            | 栃木市       |
| 藤岡町       | -                      | -                      | -                      | -                      | 佐野 都市圏 16万0993人 | 栃木 都市圏            | 栃木市       |

- 2005年2月28日：佐野市、田沼町、葛生町が合併し佐野市となる。
- 2010年3月29日：栃木市、大平町、藤岡町、都賀町が新設合併し栃木市となる。
- 2014年4月5日：岩舟町が栃木市に編入。

### 行政の取り組み
佐野市は、広域的な市町村の合併を経た市に関する特例により中心市宣言を行い、1市で佐野市定住自立圏を形成している。